# 汉莎航空
德國漢莎航空（德語：Deutsche Lufthansa，德語發音：[ˈdɔʏt͡ʃə ˈlʊfthanza]，FWB：LHA），簡稱汉莎或德航，是德國的國家航空公司，也是星空聯盟的創始成員之一。按照載客量和機隊規模計算，為歐洲最大的航空公司；按照乘客載運量計算，為世界第四大航空公司。此外，漢莎航空也與英國航空為目前歐洲僅有兩間仍有運營空中巴士A380客機的航空公司。其德語原名（國際音標：[ˈlʊftˌhanza]）中的Luft意思是「空中」，而名稱中的Hansa源自13至15世紀北德地區強大的商業聯盟漢薩同盟。
漢莎航空的總部設於北萊茵-威斯特法伦科隆，其稱為「漢莎航空中心」（Lufthansa Aviation Center）的主要營運基地則設於其樞紐機場法蘭克福機場。德國政府在1997年以前持有漢莎航空35.68%的股份，目前則由私人投資者控股（88.52%）。漢莎航空集團目前共有108,000名來自176個國家的員工。2010年漢莎航空承載旅客量超過9000萬。

## 歷史

### 1950年代：成立
漢莎航空的前身德意志汉莎航空與德意志納粹德國建立和1945年的倒台息息相關。由於漢莎涉嫌在滕珀爾霍夫機場強迫勞動等罪行而與其他多間德國企業都被盟軍視為納粹的幫兇，二戰結束後舊的德國漢莎被關閉。為開辦新的國營航空公司，1953年1月6日西德在科隆建立了“航空股份公司”（Aktiengesellschaft für Luftverkehrsbedarf，縮寫：Luftag），許多員工皆為原漢莎員工。即使西德尚未獲得航權，Luftag還是訂購了四架洛克希德L-1049超級星座式和四架康維爾CV-340，並在漢堡設立了維修基地。1954年8月6日，Luftag收購了原“德國漢莎航空股份公司”的名稱與標誌，因而改為現名。

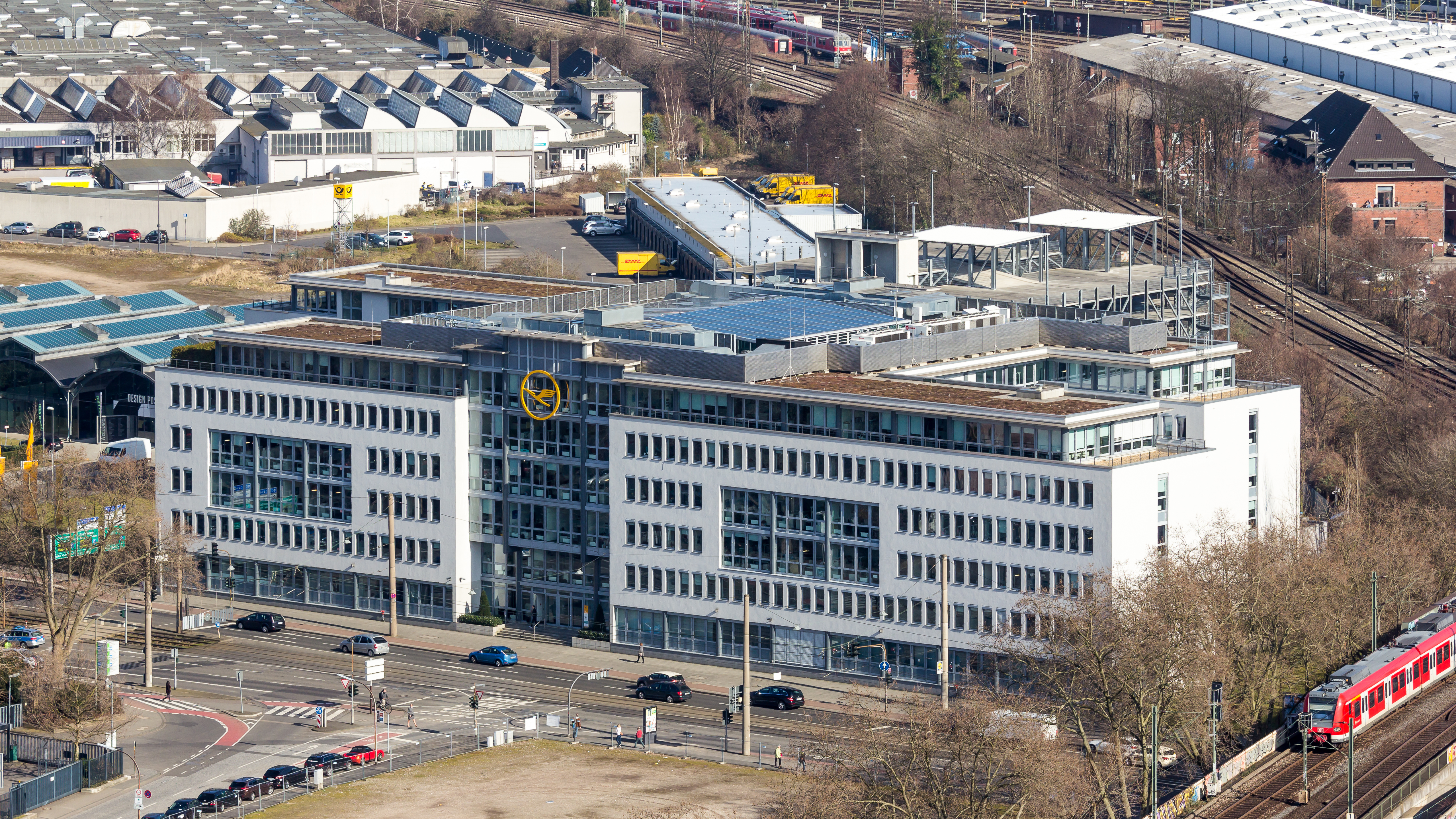
位於德國科隆的漢莎總部

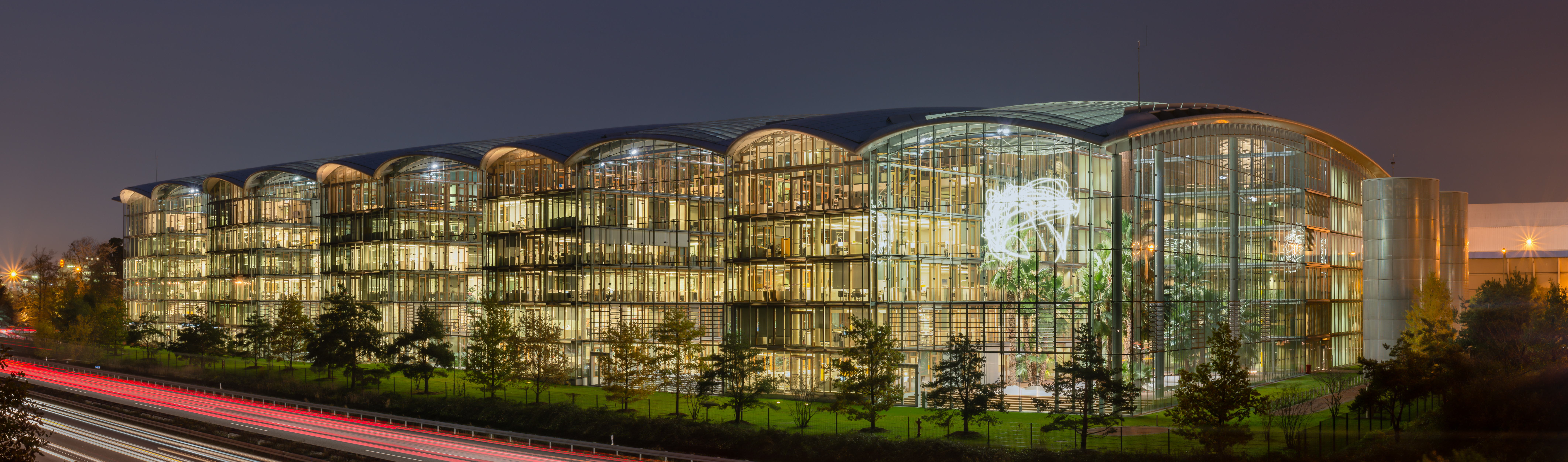
位於法蘭克福機場的主要營運基地—Lufthansa Aviation Center

而原德國漢莎航空組建的歷史，則可追溯自1926年。當時Deutscher Aero Lloyd與Junkers Luftverkehr AG兩間航空公司，於1月6日正式合併，成為了Deutsche Luft Hansa AG航空。早於1926年，漢莎的前身合併之時，已經擁有162架飛機，以經營歐洲間的航線，不久航線擴張至西班牙、巴西，甚至試航中國。1931年2月漢莎与中國政府合資成立歐亞航空，使用JU-52型客機飛行，也于1933年6月开通了上海至迪化（今乌鲁木齐）的定期航班，这条航线长达2500公里，是当时中国民航业开辟的最长的航线。而1933年開始，Deutsche Luft Hansa AG就使用Deutsche Lufthansa這個名字。30年代末，漢莎航點最遠至泰國曼谷，及智利的聖地牙哥。直至1939年，納粹黨執政的德國發動第二次世界大戰期间，漢莎為納粹德國执行運輸任务；一直到1945年，德國戰敗，漢莎隨即於同年停航。

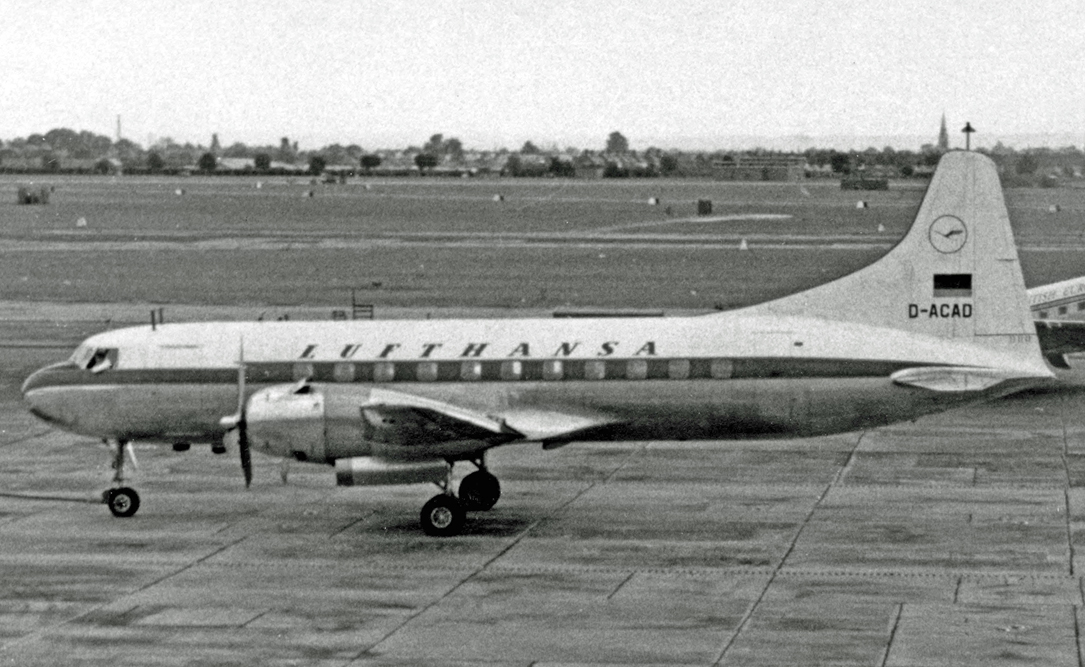
漢莎航空首架飛機為康維爾CV-340

其後德國被盟軍佔領，不久分為東德及西德進行重建工作。西德政府於1951年成立勞動委員會，以恢復德國戰後的交通。於是，由漢莎舊臣重組了Luftag，並於1954年再一次更名為經典的Lufthansa重新出發。1955年，一架康維爾CV-340客機，由漢堡市前往慕尼黑，便是漢莎戰後首個重啟航班，也是現代漢莎的處女航。於是，漢莎的官方立場，亦堅持自己是從1955年建業，而不是1926年，舊有的漢莎公司已經倒閉。而漢莎航空於2005年4月1日慶祝其50週年，便是為了紀念他們在這一天重生，並且展望未來的里程碑。
另一方面，在漢莎航空於1955年重新啟航時，另一邊的東德亦成立了同名德意志漢莎航空作為該國的國家航空公司，於是導致東西兩德發生外交爭拗。最後，東德政府於1958年另外成立Interflug（即「東德國際航空」），並在五年後將「東德漢莎」併入。不過，漢莎的飛機卻仍然被東德政府禁止飛入其領空甚至西柏林，此情況直至90年代初柏林圍牆拆除，兩德統一才結束，而東德國際航空亦於1991年因無人接盤而被勒令結業。

### 1960年代：引進噴射機

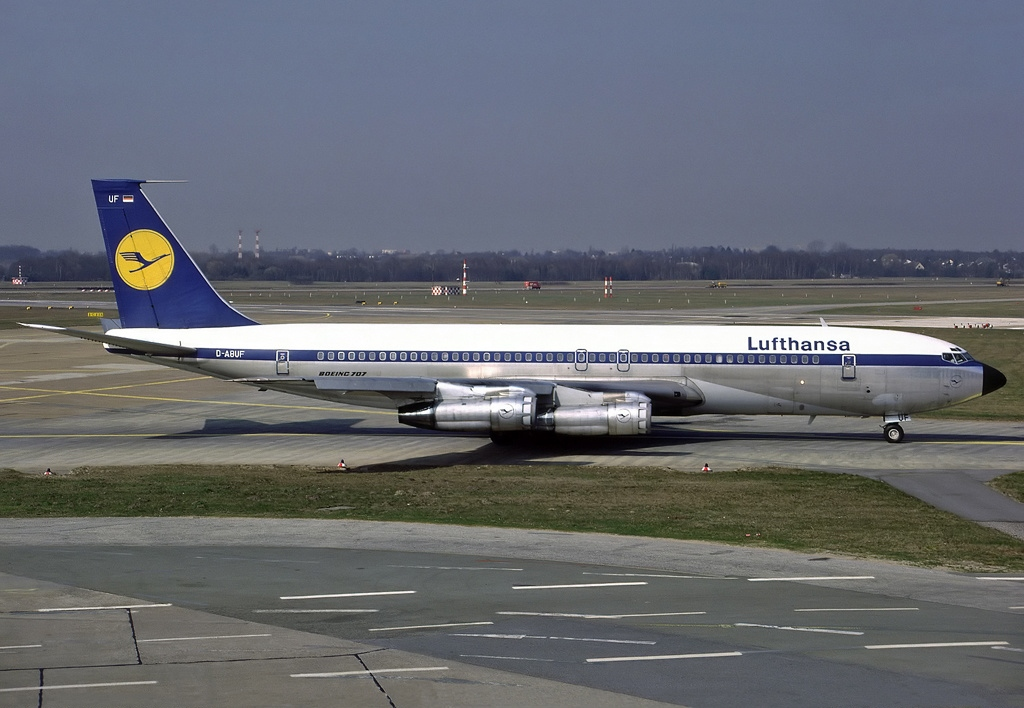
漢莎航空於1960年接收首架波音707客機，正式進入噴射機年代

1958年，漢莎航空訂購了四架波音707，並於1960年3月開通首個使用噴射機執行的航班，由法蘭克福飛往紐約。此後，波音720亦加入漢莎機隊。1961年2月，漢莎航空開通香港、東京航線，將航線網絡擴展至遠東，次年開通拉各斯以及约翰内斯堡航點。

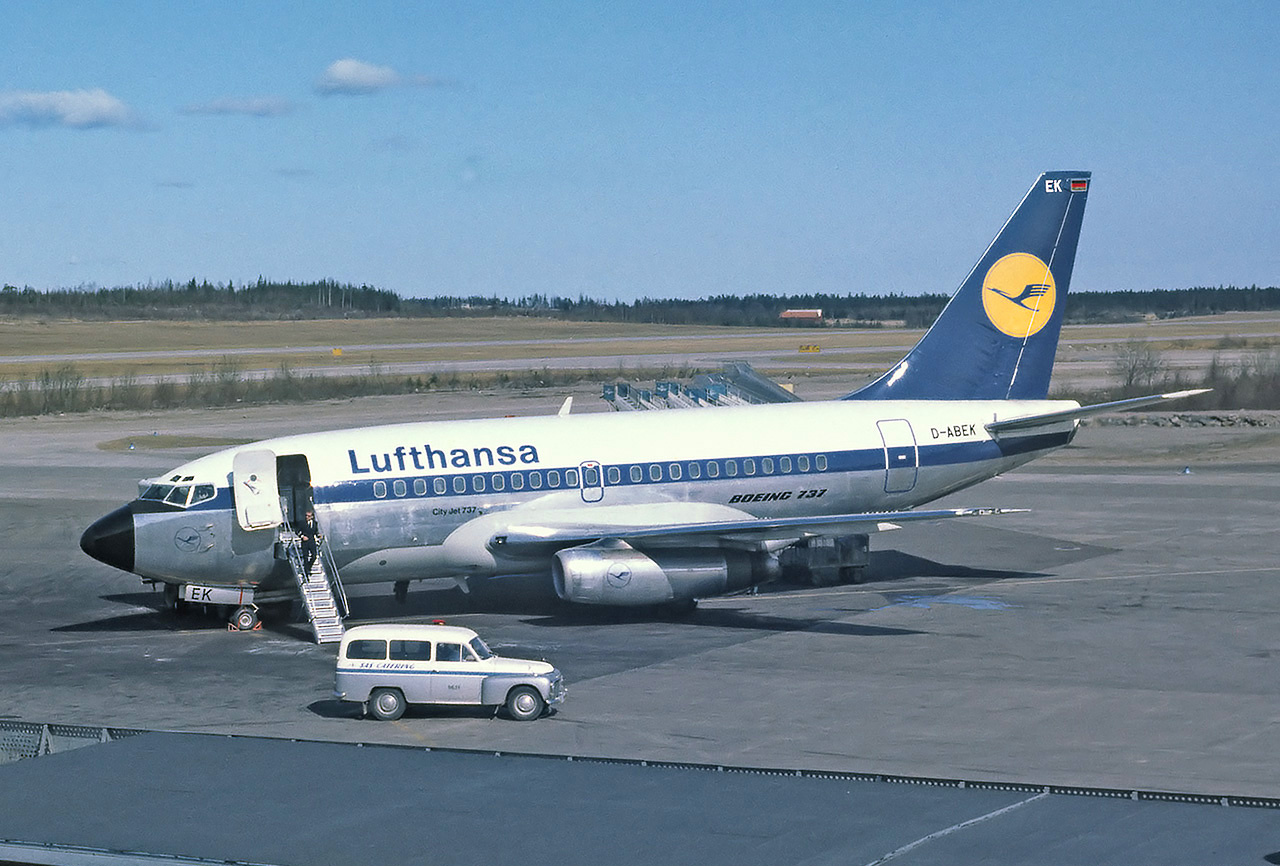
漢莎航空的波音737-100於1968年投入服務，成為波音737的啟始客戶

1964年，漢莎航空購入波音727，同年5月開通法蘭克福飛往東京的北極航線。1965年2月，漢莎航空訂購21架波音737，這些飛機於1968年開始交付使用，漢莎航空也因此成為波音737的啟始客戶。漢莎航空也是波音737-100僅有的四個用戶之一（另三個分別是NASA、馬來亞航空和哥倫比亞航空）。

### 1970-1980年代：宽体時代
1970年4月26日，漢莎航空將波音747投入運營，這標誌著漢莎航空宽体時代的開始。此後，漢莎航空引進更多的波音747-200，並在1972年成為首家使用波音747貨機的航空公司，此外亦陸續引進了麥道DC-10和空中巴士A300。1979年，漢莎航空與瑞士航空成為空中巴士A310的啟始客戶。次年，漢莎航空開通法蘭克福飛往北京的航班。
漢莎航空在1980年代中期啟動機隊更新計劃，於1985年訂購7架空中巴士A300-600、15架A320和10架波音737-300，並於1987年至1992年接收這些飛機。1988年，漢莎航空更新其企業形象，機身塗裝也發生變化。一年後，漢莎航空開始引進波音747-400，成為該機型的主要用戶之一。
此外，漢莎航空也訂購了空中巴士A321和空中巴士A340。

### 1990年代至今：擴張
在東、西德統一前夕的1990年初，漢莎航空向東德政府提出收購東德國際航空26%股權，但最後被東德競爭事務辦公室勒令終止交易，而該公司最後亦在兩德統一後結業。
1990年10月28日，隨著兩德統一，柏林再次成為漢莎航空的目的地。三年後，漢莎訂購的空中巴士A340（-200和-300）投入運營，而漢莎機隊內的DC-10則陸續退役。1997年5月18日，漢莎航空與北歐航空、泰國國際航空、加拿大航空、聯合航空組建星空聯盟。2001年12月6日，漢莎航空宣佈訂購15架空中巴士A380。
而在911事件後，漢莎航空雖有虧損，但並未裁員。四年後，漢莎航空收購瑞士國際航空，後者於2006年加入星空聯盟。
漢莎於2000年代繼續更新機隊，空中巴士A340-600於2003年加入漢莎機隊。2006年12月6日，漢莎航空宣佈訂購20架波音747-8I，成為747-8客機的啟始客戶，第一架於2012年4月底交付使用，並重新使用曾在漢莎第一架波音747-100上使用的註冊編號（D-ABYA）。漢莎航空亦是歐洲第二間使用A380的航空公司（第一間為法國航空），其首架A380在2010年5月19日交付。
2017年12月4日，漢莎航空被Skytrax評為五星級航空公司，成為歐洲首間獲此評級的航空公司。
2023年5月23日，漢莎航空與意大利經濟財政部達成協議，將入資收購ITA航空41%股權。

## 航點及代碼共享

### 班號共用
漢莎航空與以下航空公司實行班號共用：
星空聯盟成員
- 愛琴海航空
- 加拿大航空
- 中國國際航空
- 印度航空
- 長榮航空
- 新西蘭航空
- 全日空
- 韓亞航空
- 奧地利航空
- 哥倫比亞航空
- 布魯塞爾航空
- 巴拿馬航空
- 克羅地亞航空
- 埃及航空
- 埃塞俄比亞航空
- LOT波蘭航空
- 北歐航空
- 深圳航空
- 新加坡航空
- 南非航空
- 瑞士國際航空
- TAP葡萄牙航空
- 泰國國際航空
- 土耳其航空
- 聯合航空

其他航空公司
- 阿斯塔納航空
- 多洛米蒂航空
- 馬耳他航空
- 國泰航空（寰宇一家）
- 阿提哈德航空
- 歐洲之翼航空
- 南美航空集團
- 盧森堡航空
- 太陽快運航空

### 航班編號
漢莎航空的班機代號是以其IATA代碼「LH」加上三至四位數的編號組成（例如「LH220」）。依照該公司的慣例，飛往德國的國際航班代號是以單數表示，而自德國飛往其他國家的則用雙數表示。

## 機隊

### 現役機隊
截至2025年2月，漢莎航空擁有以下飛機：

### 已退役機型

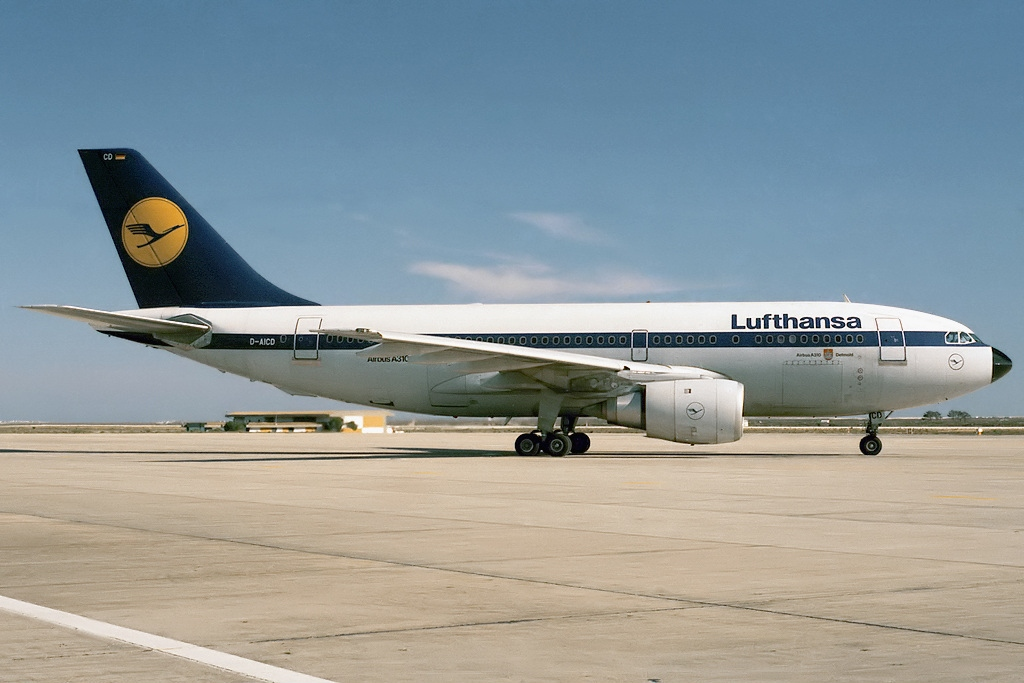
已退役的空中巴士A310-200

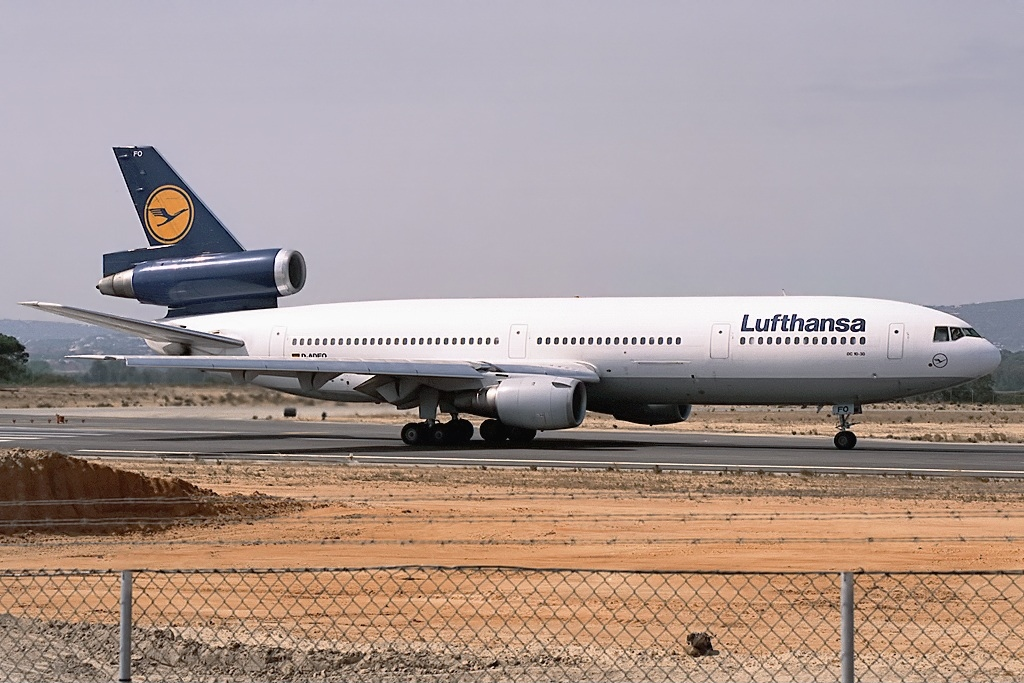
已退役的麥道DC-10

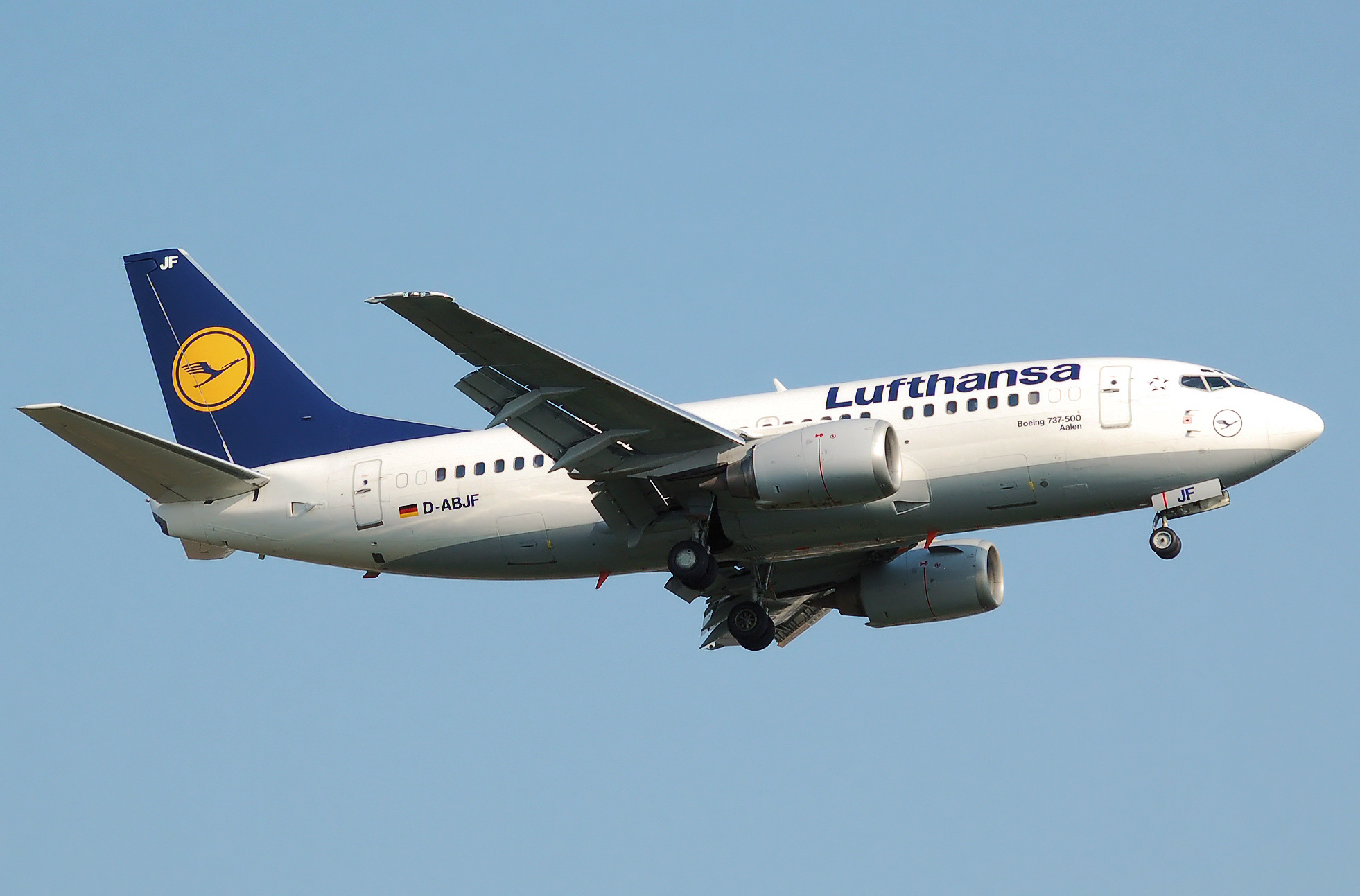
已退役的波音737-500

漢莎航空曾營運過以下機型：
| 機型              | 首次營運年份 | 退役年份  | 備註                                                   |
| ----------------- | ------------ | --------- | ------------------------------------------------------ |
| 空中巴士A300B2/B4 | 1976         | 1984      | －                                                     |
| 空中巴士A300-600  | 1987         | 2009      | －                                                     |
| 空中巴士A310      | 1984         | 2005      | 其中四架退役後改裝為軍用版本，交付聯邦國防部飛行值勤隊 |
| 空中巴士A330-200  | 2002         | 2006      | －                                                     |
| 空中巴士A340-200  | 1993         | 2006      | －                                                     |
| 波音707           | 1960         | 1984      | 同時用於貨運                                           |
| 波音720           | 1961         | 1965      | －                                                     |
| 波音727-100       | 1964         | 1979      | 同時使用Quick Change版                                 |
| 波音727-200       | 1971         | 1993      | －                                                     |
| 波音737-100       | 1967         | 1982      | 啟始客戶，被稱為City Jet                               |
| 波音737-200       | 1969         | 1997      | 同時使用Quick Change版                                 |
| 波音737-300       | 1986         | 2016      | －                                                     |
| 波音737-400       | 1992         | 1998      | －                                                     |
| 波音737-500       | 1990         | 2016      | －                                                     |
| 波音747-100       | 1970         | 1979      | －                                                     |
| 波音747-200       | 1971         | 2004      | 同時用於貨運                                           |
| 波音767-300       | 1994 2003    | 1996 2004 | 從神鷹航空租借 從維也納航空租借                        |
| 康維爾CV-340/440  | 1955         | 1968      | －                                                     |
| C-46              | 1964         | 1969      | 貨機                                                   |
| 道格拉斯DC-3      | 1955         | 1960      | 同時用於貨運                                           |
| 道格拉斯DC-4      | 1958         | 1959      | 一架為貨機                                             |
| 道格拉斯DC-8      | 1965         | 1966      | 一架為貨機                                             |
| 麥道DC-10         | 1974         | 1994      | －                                                     |
| 福克F27           | ~1965        | ~1966     | 從神鷹航空租借                                         |
| 洛歇星座          | 1955         | 1967      | 同時用於貨運                                           |
| 維克斯VC.1維京    | 1956         | 1961      | 兩架為貨機                                             |
| 維克斯子爵        | 1958         | 1971      | －                                                     |
| 容克斯Ju-52       | 1936         | 2019      | －                                                     |

## 重大意外
自1955年漢莎航空重組至今，共發生4宗有人死亡的空難，總死亡人數143人。
- 1959年1月11日，由洛克希德L-1049G超級星座式客機 (D-ALAK) 執飛的502號班機在降落里约热内卢時墜毀。機上29名乘客和7名機組人員遇難，僅有3人倖存。[16]
- 1966年1月28日，執飛法兰克福往不来梅漢莎航空5號班機的康維爾CV-440 (D-ACAT) 在重飛過程中故障墜毀，機上46人全部罹難。[17]
- 1974年11月20日，執行漢莎航空540號班機、名為「黑森號」的波音747-130客機 (D-ABYB)在内罗毕起飛後墜毀。機上157人中有59人罹難。這是漢莎航空死亡人數最多的一次空難，也是波音747客機歷史上的第一次意外。[18]

## 劫機事件
- 1972年2月22日，漢莎航空649號班機被劫持至南葉門。
- 1972年10月29日，一架航班在貝鲁特被劫持。
- 1973年12月17日，一架羅馬飛往科威特的航機被劫持。
- 1974年，一架波音747-100從德里飛往亞丁途中被劫持。
- 1977年10月17日，恐怖分子劫持代號為“Landshut”的波音737（D-ABCE），並把機長Jürgen Schumann殺害。經過數天瘋狂的飛行後，抵達索馬里首都摩加迪沙，德國反恐特種部隊第九國境守備隊在該處解救人質並結束劫機。（此事件被拍攝成電影《德航181》(Mogadishu Welcome)）
- 1979年8月12日，一架名為“明斯特”的波音727，從法蘭克福飛往科隆時被劫持。
- 1993年2月11日，一架代號Chemnitz的空中巴士A310（D-AIDM）執行法蘭克福－開羅航線時被劫持到紐約。[19]

## 外部連結
- 漢莎航空網站 （页面存档备份，存于）
- 汉莎航空的Facebook專頁
- 汉莎航空的X（前Twitter）
- 汉莎航空的Instagram帳戶
- 汉莎航空的新浪微博